# Tadeusz Miszczak
Tadeusz Miszczak (ur. 9 czerwca 1907 w Przemyślu, zm. 28 lipca 1995 tamże) – polski lekarz internista z tytułem doktora, działacz społeczny.

## Życiorys
Urodził się 9 czerwca 1907 w Przemyślu. Był synem Jana (ur. 1877, maszynista c. k. kolei żelaznej, zm. 19 maja 1968) i Weroniki (ur. 1878, zm. 8 grudnia 1968).
W 1927 ukończył I Państwowe Gimnazjum im. Juliusza Słowackiego w Przemyślu i zdał egzamin dojrzałości. Ukończył studia medyczne na Wydziale Lekarskim Uniwersytetu Jana Kazimierza we Lwowie, uzyskując stopień doktora w 1933. Był lekarzem internistą. Po studiach w 1934 podjął pracę lekarza w Przemyślu, pracując w Szpitalu Powszechnym (jako sekundariusz) i w szpitalu wojskowym. 11 marca 1938 był sekretarzem zebrania organizacyjnego lekarzy katolików w Przemyślu (przewodniczącym był płk Władysław Twaróg). Przed 1939 był prezesem Klubu Sportowego Czuwaj Przemyśl.

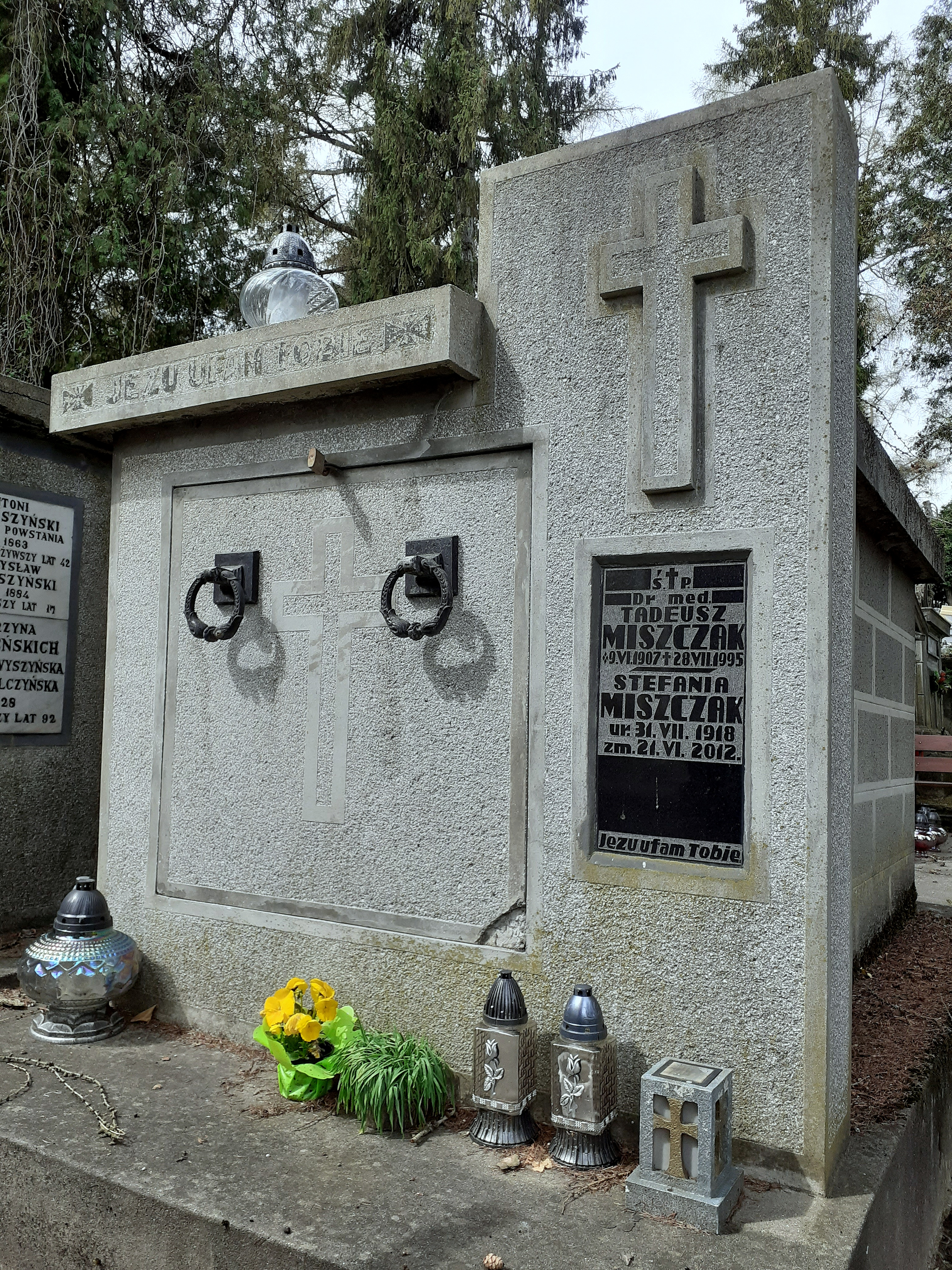
Grobowiec Tadeusza i Stefanii Miszczaków

Po wybuchu II wojny światowej pracował w klinice we Lwowie. Działał w Armii Krajowej. U kresu wojny w 1944 zaangażował się w odbudowę lecznictwa w Przemyślu, zostając pracownikiem ubezpieczalni przy ul. Grottgera. Pracował w szpitalu i przychodni w Przemyślu. Był współorganizatorem pogotowia ratunkowego w Przemyślu, utworzonego pod koniec 1949. W okresie PRL przed 1960 jako osoba bezpartyjna objął funkcję szefa Wydziału Zdrowia Miejskiej Rady Narodowej w Przemyślu. Był współzałożycielem Zespołu Szkół Medycznych w Przemyślu oraz wykładowcą tamże. Wykładał także w Szkole Pielęgniarstwa i Położnych. Występował jako biegły lekarz sądowy. Był wykładowcą medycyny pastoralnej w Wyższym Seminarium Duchownym w Przemyślu, prowadząc wykłady dla tysięcy kleryków w tej uczelni. Jako lekarz uczestniczył też w procesach kanonizacyjnych w trakcie rekognicji (rozpoznanie szczątków doczesnych) Sługi Bożego Augusta Czartoryskiego i bł. Józefa Sebastiana Pelczara (1900). Był członkiem Stowarzyszenia Miłośników Lwowa i Kresów Wschodnich, członkiem Towarzystwa Dramatycznego im. Aleksandra Fredry. Został członkiem honorowym Czuwaju Przemyśl.
Do końca życia pozostawał aktywny zawodowo. Zmarł 28 lipca 1995 w wieku 88 lat Został pochowany 1 sierpnia 1995 na cmentarzu Głównym w Przemyślu, pożegnany przez nadzwyczaj dużą liczbę przedstawicieli duchowieństwa, m.in. przez sufragana przemyskiego bp. Stefana Moskwy i bp. seniora Bolesława Taborskiego. 5 sierpnia 1995 podczas meczu inauguracyjnego sezon 1995/1996 Czuwaju Przemyśl upamiętniono Tadeusza Miszczaka minutą ciszy.
Miał dwóch braci (m.in. Emila - prokuratora) i siostrę oraz synów Jana (prawnik, redaktor „Nowin”) i Zbigniewa (chirurg).

## Odznaczenie
- Odznaka honorowa „Za wzorową pracę w służbie zdrowia” (1954)[17]